# Mauges-sur-Loire
Mauges-sur-Loire is een gemeente in het Franse departement Maine-et-Loire in de regio Pays de la Loire. De gemeente maakt deel uit van het arrondissement Cholet. Mauges-sur-Loire telde op 1 januari 2022 18.514 inwoners.

## Geschiedenis
Tot 15 maart 2015 vormden de gemeenten Beausse, Botz-en-Mauges, Bourgneuf-en-Mauges, La Chapelle-Saint-Florent, Le Marillais, Le Mesnil-en-Vallée, Montjean-sur-Loire, La Pommeraye, Saint-Florent-le-Vieil, Saint-Laurent-de-la-Plaine en Saint-Laurent-du-Mottay het kanton Saint-Florent-le-Vieil. Op 15 december 2015 fuseerden de gemeenten van het voormalige kanton tot de huidige gemeente. Niet de voormalige hoofdplaats van het kanton Saint-Florent-le-Vieil maar de plaats met de grootste bevolking werd de hoofdplaats van de commune nouvelle: La Pommeraye.

## Geografie
De oppervlakte van Mauges-sur-Loire bedroeg op 1 januari 2022 191,87 vierkante kilometer; de bevolkingsdichtheid was toen 96,5 inwoners per km². De gemeente ligt op de linkeroever van de Loire.
De onderstaande kaarten tonen de ligging van Mauges-sur-Loire, de deelgemeenten en de belangrijkste infrastructuur.

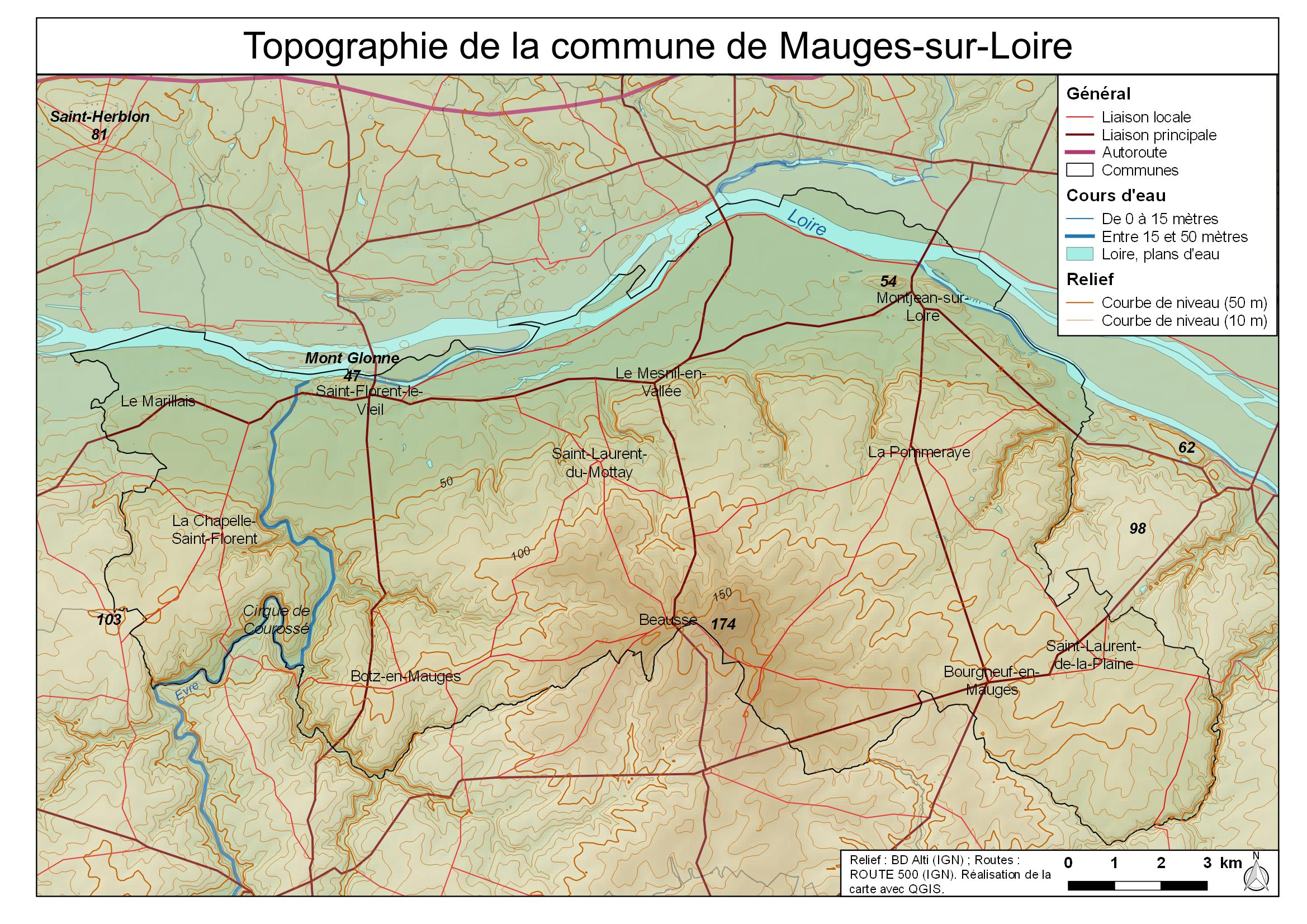

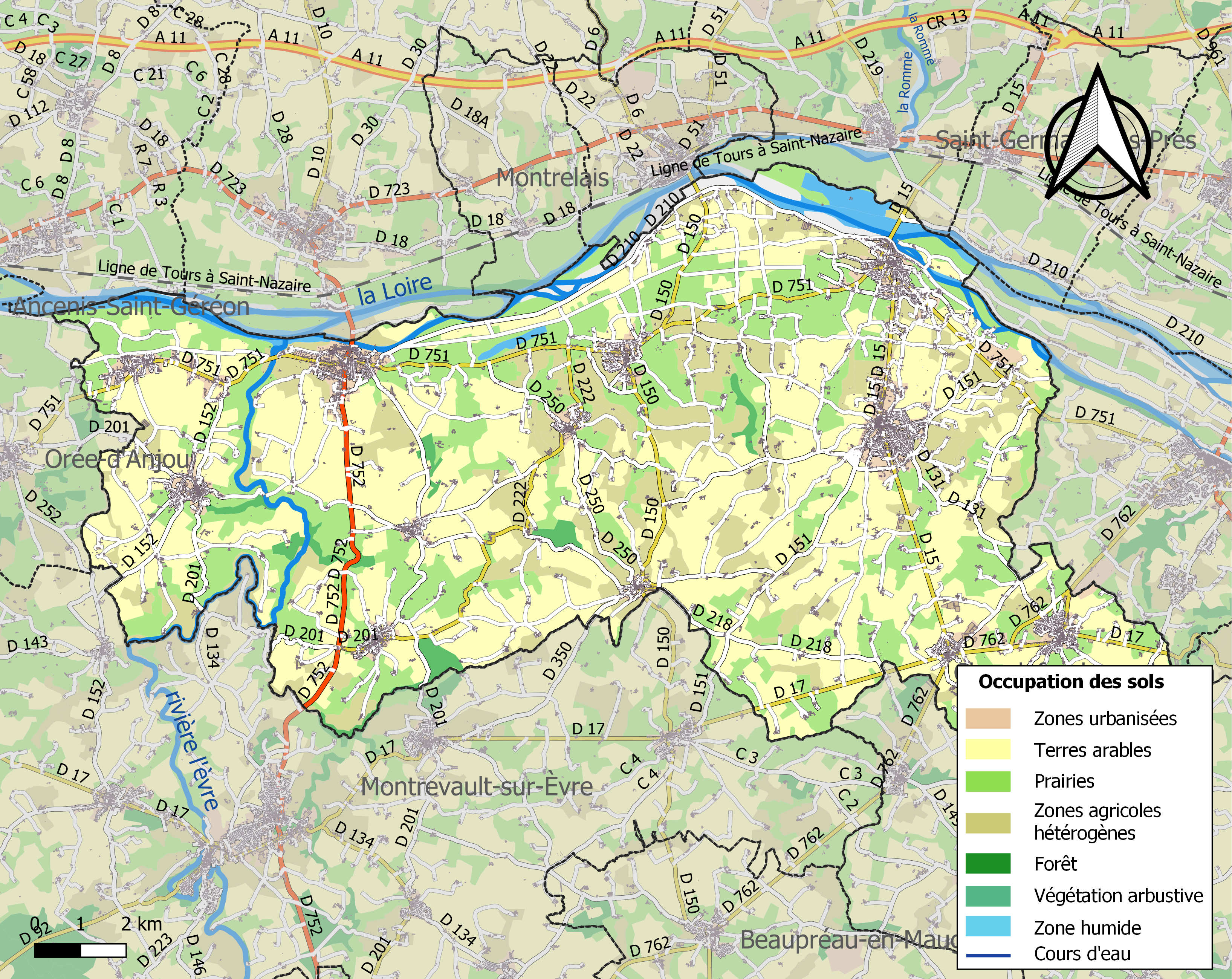
Kaart van de gemeente met de belangrijkste infrastructuur, bodemgebruik en omliggende gemeenten